# Флаг Новобейсугского сельского поселения
Флаг муниципального образования Новобейсу́гское сельское поселение Выселковского района Краснодарского края Российской Федерации — опознавательно-правовой знак, служащий официальным символом муниципального образования.
Флаг утверждён 14 октября 2008 года и внесён в Государственный геральдический регистр Российской Федерации с присвоением регистрационного номера 4495.

## Описание
«Полотнище зелёного цвета с отношением ширины к длине 2:3, несущее вдоль свободного края голубую волнистую полосу в 1/4 длины полотнища, отделённую от основной части жёлто-бело-зелёным орнаментом в виде ветви терновника. Посередине основной части — изображение колокола и продетых сквозь его ухо казачьих шашек (в белом цвете) и восьмилучевой звезды над ними (голубой, с жёлтой окантовкой)».

## Обоснование символики
Флаг языком символов и аллегорий отражает исторические, культурные и экономические особенности сельского поселения.
Синяя, окаймлённая жёлтым, восьмиконечная звезда является символом Богородицы, в честь которой был построен один из храмов.
Изображение колокола аллегорически указывает на колокольню и христианские храмы, которые существовали в поселении.
Изображение казачьих шашек символизирует мужество, отвагу и аллегорически указывает, что поселение основано переселившимися в эти места казаками из соседних станиц, и развивалось благодаря их поддержке. Продетые сквозь ушко колокола шашки аллегорически указывает на то, что на пожертвования казаков были построены храмы и часовня.
Белый цвет (серебро) — символ простоты, ясности, мудрости и мира.
Зелёный цвет символизирует природу и сельское хозяйство поселения, а также плодородие, жизнь, здоровье, надежду, радость, изобилие, возрождение.
Синий цвет (лазурь) символизирует чистое небо, реку, честь, искренность, добродетель, возвышенные устремления.
Изображение жёлтой ветви терновника с листьями, шипами и белыми цветками, указывает на изобилие терновника в окрестностях. Терновник символизирует трудности и испытания, которые пришлось пережить жителям поселения.
Жёлтый цвет (золото) — величие, богатство и процветание, прочность.